# Melicope eriophylla
Melicope eriophylla är en vinruteväxtart som först beskrevs av Merr. & L.M.Perry, och fick sitt nu gällande namn av Thomas Gordon Hartley. Melicope eriophylla ingår i släktet Melicope och familjen vinruteväxter. Inga underarter finns listade i Catalogue of Life.